# Philippe Frédéric Kern
Pour les articles homonymes, voir Kern.
Philippe Frédéric Kern, né le 24 décembre 1746 à Bouxwiller (Bas-Rhin) et décédé le 2 août 1826 à Strasbourg est un juriste et le premier président de l'Église de la Confession d'Augsbourg.

## Biographie
Il fait des études de droit à l'Université de Strasbourg de 1764 à 1770, avec un séjour à l'Université de Göttingen en 1767. Le 10 janvier 1773, il épouse Euphrosine Salomé Koch, la sœur de Christophe-Guillaume Koch. Pendant la Révolution, il émigre à Pirmasens. Le 13 juin 1800, il est nommé juge au tribunal d'appel de Colmar puis en 1810, juge au tribunal de première instance de Strasbourg. En même temps, de 1802 à 1826, il préside le Consistoire général de l'Église de la Confession d'Augsbourg. Sa tâche est d'organiser cette nouvelle institution et d'unir les différentes Églises luthériennes ; avant la Révolution chaque seigneurie luthérienne ayant sa propre Église avec ses règles et institutions (la ville de Strasbourg, le comté de Hanau-Lichtenberg par exemple).

## Postérité
Une rue à Bouxwiller (Bas-Rhin) porte son nom.